# THE NOVEMBERS
THE NOVEMBERS（ザ・ノーベンバーズ/ザ・ノベンバーズ）は、日本の4人組オルタナティヴ・ロック・バンド。略称は「ノベンバ」。
2005年3月に結成。2007年11月にUKプロジェクトのDAIZAWA RECORDSより『THE NOVEMBERS』でインディーズデビュー。

## メンバー
- 小林祐介（こばやし ゆうすけ）
  - 1985年12月18日生まれ。栃木県さくら市出身。東京工芸大学卒業。身長175cm。愛称は「こばうさ」。
  - ギター/ボーカルを担当。THE NOVEMBERSの楽曲のほぼ全曲を作詞作曲している。
  - 使用ギターはフェンダー・ジャズマスターやフェルナンデス製ストラトキャスター、フェンダー・ジャガーなど。
  - 小学生時代からL'Arc〜en〜Cielや川本真琴やCHARA、DIR EN GREYなどを聞いて音楽に興味を持ち、高校時代はバスケ部の傍らバンドと作曲をしていた。
  - 洋楽ではライド、ザ・スミス、ザ・キュアー、ヴェルヴェット・アンダーグラウンド、ピクシーズ、ソニック・ユース[3]など、邦楽ではdip[4]、ART-SCHOOL[5]、CHAGE and ASKA[6]などに影響を受ける。
  - Charaの楽曲のプロデュース及びサポートギタリストやL'Arc〜en〜Cielのyukihiroのサポートギタリストも務める。
  - 2014年、浅井健一（Vo, B）、小林祐介（THE NOVEMBERS / G）、有松益男（BACK DROP BOMB / Dr）でROMEO's bloodを結成。ARABAKI ROCK FEST 2014に参加している。
  - 2014年9月27日、第1子となる女児が誕生し、楓と名付けたことをブログで発表した[7]。また、第2子となる長男の存在も明かしている。
  - 2020年12月15日、BOOM BOOM SATELLITES中野 雅之とTHE SPELLBOUNDを結成[8]。

- ケンゴマツモト/松本健吾（けんご まつもと）
  - 1983年6月16日生まれ。東京都出身。身長179cm
  - ギターを担当。ライブでは楽曲によってはコーラスをとるほか、シンセサイザーやハーモニカ、フロアタム、ノイズマシンなどの楽器を演奏することもある。
  - ギターはフェンダーメキシコのテレキャスターを長らく愛用していたが、『ANGELS』以降はOrvilleやEDWARDS、Navigatorのレスポールを使用。Digitech XP-300などのエフェクターを多数駆使したシンセサイザーのようなギターサウンドが彼の代名詞となっている。一方で楽曲によってはTHEE MICHELLE GUN ELEPHANTなどに影響を受けたハードなプレイもこなす。
  - メンバー唯一の喫煙者。銘柄はウィンストン。趣味は飲酒。
  - 「SAD ORCHESTRA」の名義でソロとしても活動。主にインプロヴィゼーションに則したノイズ、アンビエントミュージックの演奏を行う。
  - 2019年、Velladon(ex. Vampillia、VMO)、サウンドエンジニアの君島結らとWhenを結成。
- 高松浩史（たかまつ ひろふみ）
  - 1985年11月19日生まれ。栃木県宇都宮市出身。身長177cm。芝浦工業大学卒業。
  - ベースを担当。ライブではコーラスも行う。左利きであるがベースは右利き用を使用している。
  - ボーカルの小林とは高校からの同級生。同じくL'Arc〜en〜Ciel、ART-SCHOOL[9]のファンである。
  - 使用ベースはサドウスキーのMV4やEDWARDSのBASS-IV(L'Arc〜en〜Ciel tetsuyaのシグネイチャー・モデル)、ESPのBASS-IV(バックアップ用であったが、後に赤だったボディを黒にリフィニッシュし、フレットレスに改造して使用)、フェンダー・カスタム・ショップのプレシジョンベース(2018年モデル)、LAKLANDのSL44-94 Classic、フェンダー・ベースVIなど。
  - Lillies and Remains、BAROQUE、圭、健康[悠介(lynch.) × 松本明人(真空ホロウ)]のサポートとしても活動。
  - 2021年12月に始動したPetit Brabanconのメンバーとしても活動。同バンドでは5弦ベースを演奏している[10]。
- 吉木諒祐（よしき りょうすけ）
  - 1985年11月1日生まれ。東京都出身。身長186cm
  - ドラムスを担当。ドラムを始めたのは大学生になってからで、ボーカルの小林に「叩き方がかっこいい」という理由でスカウトされた。ニルヴァーナのデイヴ・グロールをこよなく愛する。
  - THE NOVEMBERSとは別に佐々木博史(condor44)入井昇(ex.nhhmbase)三島想平(cinema staff)らと共に新たなバンドwater quarterを結成。
  - 2011年からはCONDOR44のサポートも行う。
  - 2015年 、YEN TOWN BANDのサポートも行う。
  - 2019年、東京のインディーズバンドMEAT EATERSに正式加入。

## 来歴
- 2001年夏、宇都宮の高校にて小林祐介、高松浩史が出会う。
- 2002年4月、前身バンドが活動開始。
- 2005年3月、前身バンドを解散し、THE NOVEMBERSとしての活動が始まる。
  - 8月、メンバー脱退。サポートとして吉木諒祐を迎える。
  - 9月、吉木諒祐が正式加入。
  - 10月、ケンゴマツモトが加入。
- 2006年デモCDを2作発表。それぞれがCDショップの委託チャートにランクイン。自主企画である「首vol.1」〜「首vol.3」を敢行。3本の自主企画全てで100人以上の動員を記録。
- 2007年　ハイラインレコード、下北沢ガレージのコンピレーションアルバムに参加[11]。
- 4月28日、7月13日に自主企画「首」を開催。
  - 11月、「UK PROJECT」より、1st EP「THE NOVEMBERS」発表。
- 2008年6月、初のフルアルバムである『picnic』を発表。
- 2009年3月、2nd EP『paraphilia』を発表。
- 2010年3月、2nd Full album『Misstopia』を発表。
- 2011年8月、1st Single『(Two) into holy』と3rd Full Album『To (melt into)』を同日に発表。
- 2012年5月、ファッションブランドLAD MUSICIANのコレクションショーにて、BGMとしてライブによる生演奏を行う。
  - 11月、3rd EP『GIFT』を発表。

- 2013年5月、4th EP『Fourth wall』を発表。
  - 10月、「UK PROJECT」から独立し、自主レーベルMERZを立ち上げる。
  - 11月、downyの青木ロビンをプロデューサーに迎え、4th Album『zeitgeist』を発表。
  - 12月、COUNTDOWN JAPANにChara × THE NOVEMBERSで出演
- 2014年、5th Full Album 『Rhapsody in beauty』を発表。新木場STUDIO COASTで行われたリリースツアーファイナルの模様がライブDVD『”TOUR Romancé” LIVE AT STUDIO COAST』に収録された。

- 2015年、結成10周年を迎える。10月7日、土屋昌巳をプロデューサーに迎えた5th EP『Elegance』を発表。11月から全国ツアー『10th Anniversary TOUR - Honeymoon -』を開催。
- 2016年、結成11周年を迎える。MAGNIPH/Hostessより日本人第一弾のリリース作品となる6th  Full Album 『Hallelujah』を発表。全国ツアー『11th Anniversary & 6th Album Release Tour - Hallelujah –』を開催。
  - 11月11日、新木場STUDIO COASTでワンマンライブを開催。映像化の資金がクラウドファンディングで集められ、ライブDVD 『美しい日』に収録された。
  - 12月、台北、香港でライブを行う。
- 2017年、初のベストアルバムとなる『Before Today』を発表。
  - 7月、フジロックフェスティバル`17のホワイト・ステージに出演。
  - 8月、品川教会グローリアチャペルにてコンサート「ROSES」を開催。翌年にライブDVD『ROSES』として映像化された。
- 2018年、6th EP 『TODAY』を発表。
- 2019年、7th Full Album 『ANGELS』を発表。
  - 8月、1st Album『picnic』のリリース11周年を記念し特別企画ライブ「天使のピクニック」を開催。11月には「TOUR - 天使たちのピクニック -」として全国3都市で同公演が行われた。
  - 11月11日、TSUTAYA O-EASTにてワンマンライブ「NEO TOKYO 20191111」を開催。ライブDVD『Live at TSUTAYA O-EAST "NEO TOKYO - 20191111 -"』として映像化された。
- 2020年、シーケンスサウンドデザイン/プログラミングにyukihiro(L'Arc〜en〜Ciel、ACID ANDROID)を迎えた8th Full Album『At The Beginning』を発表。本作より再び自主レーベルMERZからのリリースとなっている。5月より予定されていたリリースツアー『TOUR - 消失点 -』は新型コロナウイルスの感染拡大を受け中止となった。
  - 3月、台北、北京、上海の3都市を巡るアジアツアーが予定されていたが、新型コロナウイルスの感染拡大を受け中止となった。
  - 12月、全てのリリースツアーがキャンセルとなってしまった8th Album『At The Beginning』の再現ライブ『Live At The Beginning』をオンライン配信。撮影は小林・高松の出身地である栃木県の大谷資料館で行われ、翌年にはライブBlu-ray/CD『Live - At The Beginning - at 大谷資料館』として販売された。
- 2021年7月、1年8ヶ月ぶりのワンマンライブ『Tour -At The Beginning-』を開催。
- 2022年7月、フジロックフェスティバル`22のホワイト・ステージに出演。
- 2023年4月、約3年ぶりの新曲となる配信シングル『かなしみがかわいたら』を発表。
  - 12月、前作から3年半ぶりとなる9th Full Album『The Novembers』を発表。

## 作品

### demo CD
1. 1stdemo CD 『THE NOVEMBERS』(2005年8月13日)
螺旋と水 / marble /echo /天井と管  *ここで収録されているmarbleは2007年に発売される1stミニアルバムとアレンジが変わっている *2010年3月8日から、Myspace内のブログにおいて、フレンド限定で無料ダウンロードが可能。
2. 2nddemo CD 『THE NOVEMBERS』(2006年9月13日)
アマレット / 白痴
3. 3rddemo CD 『THE NOVEMBERS』(2006年10月13日)
EXIT / ア_-オ

### コンピレーション
1. 『コラージュ オブ 北沢3丁目』【限定版】（2007年5月30日）
enndiscと下北沢ガレージによるコンセプトアルバム。/02「ブルックリン最終出口」10「she lab luck」で参加。
2. 『「ナハト・ムジィク」〜眠れぬ夜の眠れる音楽集〜』（2013年11月27日）
02「終わらない境界」で参加。
3. 『代沢時代 〜Decade of Daizawa Days〜』（2012年4月11日）
07「永遠の複製」で参加。
4. 『unknown flowers』（2018年10月11日）
BorisとのスプリットEP。12インチ・レコード形態、ライヴ会場、Boris、THE NOVEMBERSのWEBサイトでの販売のみでの発売。
Side-THE NOVEMBERS 01「ひとつにならずに」/ 02「journey」で参加。

### トリビュート
1. 『NEVERMIND TRIBUTE』（2012年4月4日）
10「Stay Away」で参加。
2. 『dip tribute 〜9faces〜』（2012年6月6日）
03「human flow」で参加。
3. 『エレファントカシマシ カヴァーアルバム2 〜A Tribute to The Elephant Kashimashi〜』（2013年12月18日）
10「月夜の散歩」Chara × THE NOVEMBERSで参加。
4. 『hide TRIBUTE Ⅶ –Rock SPIRITS-』（2013年12月18日）
08「DOUBT」で参加。
5. 『Yes, We Love butchers 〜Tribute to bloodthirsty butchers〜 Mumps』（2014年1月29日）
10「11月」で参加。
6. 『The Broccasion -music inspired by BACK DROP BOMB-』（2014年6月11日）
09「MASTADABESTAH」で参加。
7. 『Plastic Tree Tribute〜Transparent Branches〜』（2017年9月6日）
11「アンドロメタモルフォーゼ」で参加。

### 演奏
1. Chara『Secret Garden』（2015年3月4日）
07「恋は危険さ」の演奏で参加。
2. Chara+YUKI『echo』（2020年2月14日）
06「鳥のブローチ」に小林がギターで参加。
3. Homecomings『every breath』（2025年7月30日）
01「every breath」に吉木がドラムで参加[12]。

## イラストレーション
CDジャケット及びグッズにおけるイラストのほぼ大半はイラストレーターの鳥羽史仁（通称tobird）によるもの。
- greenis（イラストレーター鳥羽史仁の公式サイト）

## 主なライブ

### ワンマンライブ・主催イベント
- 2008年11月06日 - 自主企画イベント「首 vol.7」
w/スパルタローカルズ/トクマルシューゴ
- 2010年04月06日-05月21日（14公演） - 「"Misstopia" release tour "find a pilica"
w/sleepy.ab/Qomolangma Tomato
- 2011年11月03日-26日（8公演） - リリースワンマンツアー「To Two()melt into holy」
- 2012年07月17日 - 自主企画「Moire（モアレ）」
w/楢原英介（Violin, G, Syn）/ 岩城智和（Dr）/ 柿沢健司（Tr）/ 青月泰山（Cello）
- 2012年11月8日-17日（3公演） - November Spawned A Monster
- 2013年01月11日-13日（3公演） - THE NOVEMBERS x LILLIES AND REMAINS Presents Sigh
- 2013年05月15日-06月29日（16公演） - THE NOVEMBERS「"GIFT" and "Fourth wall" Release Tour "I'll Be Your Mirror"」
w/ミツメ/0.8秒と衝撃。/UNISON SQUARE GARDEN/LOSTAGE/LILLIES AND REMAINS/ART-SCHOOL/tacica/踊ってばかりの国/PLASTICZOOMS/DE DE MOUSE
- 2014年01月13日-02月21日（7公演） - THE NOVEMBERS-“zeitgeist”RELEASE TOUR「Flower of life」-
- 2014年05月17日-07月11日（9公演） - THE NOVEMBERS TOUR -The World Will Listen-
w/Czecho No Republic/Chara/OGRE YOU ASSHOLE/後藤まりこ/髭/Galileo Galilei/ART-SCHOOL/ストレイテナー
- 2014年10月17日-11月28日（8公演）- THE NOVEMBERS TOUR - Romancé -
- 2015年04月02日-4月08日（6公演）- QUATTRO TOURS - A Decade Of Beauty -
- 2015年07月12日-07月20日（4公演）- BAROQUE × THE NOVEMBERS TOUR “adbn”(ツーマン）
- 2015年08月28日（公演）THE NOVEMBERS PRESENTS「首 Vol.8」
w/Awesome City Club/ねごと
- 2015年11月2日-2016年1月29日（16公演） - 10th Anniversary TOUR – Honeymoon -
w/cinema staff
- 2015年12月10日（公演）- 首 vol.9 -Louder Than Bombs-
w/Klan Aileen/LOSTAGE
- 2016年05月21日（公演）THE NOVEMBERS presents「首 Vol.10 - Louder Than Bombs -」
w/Klan Aileen/Boris
- 2016年06月10日（公演）THE NOVEMBERS presents「首 Vol,11 - Deeper than abyss - 」
w/MONO/ROTH BART BARON
- 2016年06月24日（公演）THE NOVEMBERS presents「首 Vol,12 - Deeper than abyss -」
w/MONO/ROTH BART BARON
- 2016年07月10日（公演）ART-SCHOOL & THE NOVEMBERS presents「KINOSHITA NIGHT×首」
w/Burgh/polly
- 2016年08月11日（公演）acid android in an alcove vol.8×THE NOVEMBERS PRESENTS 首
w/Special session：土屋昌巳 / KENT / 高松浩史 / TOM / yukihiro DJ：石野卓球
- 2016年09月11日（公演）THE NOVEMBERS presents 「首 vol.13 -Redder than Red-」 THE NOVEMBERS × The Birthday
w/The Birthday
- 2016年09月30日-2016年10月23日（6公演） - THE NOVEMBERS「11th Anniversary & 6th Album Release Tour "Hallelujah"」
- 2016年11月11日（公演）THE NOVEMBERS「11th Anniversary & 6th Album Release Live 『Hallelujah』」
- 2016年11月23日（公演）THE NOVEMBERS presents Uralujah
- 2016年12月28日（公演）THE NOVEMBERS & cinema staff presents「想像上の首」
w/cinema staff
- 2017年02月12日（公演）THE NOVEMBERS Yoshiki presents「Modern Covers」
- 2017年02月26日（公演）THE NOVEMBERS Kengo presents「ブレイクオンスルーナイト」
- 2017年03月12日（公演）THE NOVEMBERS Takamatsu presents「CLUB L'」
- 2017年03月26日（公演）THE NOVEMBERS Kobayashi presents「Experimental experience」
- 2017年04月22日-2017年05月27日（14公演）- THE NOVEMBERS「美しい日」
w/blgtz/DYGL/Nahavand
- 2017年08月25日（公演）「ROSES」THE NOVEMBERS live at SHINAGAWA GLORIA CHAPEL
- 2017年10月06日-2017年11月06日(9公演） - THE NOVEMBERS「TOUR - Before Today -」
- 2017年10月09日（公演）special night 2 man show　THE NOVEMBERS×PELICAN FANCLUB
w/PELICAN FANCLUB

### 出演イベント
- 2008年08月03日 - ROCK IN JAPAN FESTIVAL 2008
- 2008年12月20日 - UNCHAIN「UNCHAIN Winter Tour 〜Resonance for〜」
- 2008年12月29日 - COUNTDOWN JAPAN 08/09
- 2009年07月31日 - ROCK IN JAPAN FESTIVAL 2009
- 2009年08月30日 - RUSH BALL 09
- 2009年12月30日 - COUNTDOWN JAPAN 09/10
- 2010年05月22日 - RUSH BALL☆R
- 2010年08月07日 - ROCK IN JAPAN FESTIVAL 2010
- 2010年12月29日 - COUNTDOWN JAPAN 10/11
- 2010年12月31日 - VINTAGE ROCK std. COUNTDOWN "GT2011"
- 2011年06月02日,3日 - 踊ってばかりの国「SEBULBA」TOUR
- 2011年08月24日 - mudy on the 昨晩「mudy in squall」リリースパーティ
- 2011年09月11日-12月21日（21公演） - People In The Box×tacica×THE NOVEMBERS「TOMOE」
- 2011年12月30日 - COUNTDOWN JAPAN 11/12
- 2012年03月25日 - 卒フェス2012 〜サクラサクトキトビラアク〜
- 2012年04月27日 - QUATTRO MIRAGE VOL.4 〜UMEDA CLUB QUATTRO OPENING NIGHTS "QUATTRO Comes Alive!"〜 powered by TOWER RECORDS
- 2012年04月30日 - OUTATBERO presents "YOU KNOW vol.4"
- 2012年05月05日 - JAPAN JAM 2012
- 2012年07月25日-08月24日（6公演） - UKFC on the Road 2012
- 2012年08月31日 - dip tribute -9faces- RELEASE PARTY
- 2012年09月01日,10月11日 - ART-SCHOOL「BABY ACID BABY TOUR 2012」
- 2012年12月27日 - December's Calling
- 2013年02月10日 - uri gagarn "my favorite skin" release tour
- 2013年03月15日 - WILD NOTHING Japan tour 2013（サポートアクト）
- 2013年03月17日 - 広島テレビ開局50年記念・MUSIC CUBE 5th anniversary ユウベル presents MUSIC CUBE 13
- 2013年03月18日 - ATF+BEA presents 〜春のBEAAT IT !!! 2013〜
- 2013年04月27日 - ARABAKI ROCK FEST.13
- 2013年06月09日 - LACHIC presents SAKAE SP-RING 2013
- 2013年07月26日 - FUJI ROCK FESTIVAL '13(Chara×Yusuke Kobayashi (THE NOVEMBERS) ×KenKen (RIZE) &［Shinji Asakura × Rio × Masaki Narita］)
- 2013年08月03日 - ROCK IN JAPAN FESTIVAL 2013
- 2013年08月16日 - RISING SUN ROCK FESTIVAL 2013 in EZO
- 2013年08月21日,22日 - UKFC on the Road 2013
- 2013年09月01日 - RUSH BALL 15th
- 2013年09月21日 - ART-SCHOOL presents「SHELTER 10days」
- 2013年12月04日 - a flood of circle「Tour I'M FREE “AFOCの47都道府県制覇！形ないものを爆破しにいくツアー”」
- 2013年12月20日 - 0.8秒と衝撃。「N.G.W 4 TOUR」
- 2013年12月23日 - nhhmbase presents「空欄に千とするコスモス vol.15」
- 2013年12月31日 - COUNTDOWN JAPAN 13/14
- 2014年02月08日-14日（3公演） - BO NINGEN「Headline Lives 2014 in JAPAN」
- 2014年03月14日 - ART-SCHOOL presents「KINOSHITA NIGHT 2014」
- 2014年03月16日 - SYNCHRONICITY'14
- 2014年04月06日 - FPP LIVE GO!NEXT 16
- 2014年04月12日 - 英国音楽 / VINYL JAPAN very proudly presents TELEVISION SPRING TOUR 2014
- 2014年04月18日-22日（4公演） - FEVER TOURS 2014 -FEVER 5th ANNIVERSARY-
- 2014年05月03日,4日 - OTOSATA Rock Festival 2014
- 2014年05月15日 - BODY
- 2014年06月14日 - BACK DROP BOMB 20周年トリビュート・アルバムリリースイベント“Broccasion Live”
- 2014年07月04日 - LOSTAGE SOUL CRAZE TOUR 2014 ー神戸VARIT. 10th Anniversaryー
- 2014年07月13日 - SOUL CRAZE TOUR 2014
- 2014年07月26日 - FUJI ROCK FESTIVAL '14
- 2014年08月30日 - 黒猫チェルシー主催「毛細血管GIG」Vol.09
- 2014年09月03日 - LIQUIDROOM 10th ANNIVERSARY
- 2014年09月20日,21日 - "Live Noise Alive" Japan tour 2014
- 2014年10月10日,11日 - LEGO BIG MORL TOUR 2014 『YOU t OUR』
- 2014年12月14日 - BO NINGEN / GEZAN JAPAN TOUR 2014～Tremolo Never Knows
- 2015年01月26日 - HOT STUFF presents TUMBLING DICE 2～ダイスをころがせ～
- 2015年02月4日,5日 - 二〇一五年公演「The Unified Field」 -双卵の眼-
- 2015年02月7日 - BAYCAMP 201502
- 2015年02月11日 - お年玉GIG 2015
- 2015年02月24日 - Dot Hacker Live
- 2015年03月08日 - Galileo Galilei Tsunagari Daisuki Club
- 2015年03月13日 - BODY -20150313-
- 2015年03月27日 - SHINJUKU LOFT 16th ANNIVERSARY 新宿ロフト×メレンゲ presents SHINJUKU LOFT LIVE collaboration 2015～2016
- 2015年03月28日 - IMAIKE GO NOW 2015
- 2015年04月06日 - HIROSHIMA CLUB QUATTRO & STEREO RECORDS PRESENTS VINE STREET VOL.6
- 2015年05月04日 - VIVA LA ROCK 2015
- 2015年05月24日 - Astrobrite WHITENOISE SUPERSTARS
- 2015年05月29日 - BOOM BOOM SATELLITES「FRONT CHAPTER Vol.4」
- 2015年06月07日 - te' 既視感の深層より芽吹いた変革への萌芽は、審美的な想念を鼓吹し、ある種陶然とするほどの交わりの中で神韻縹緲たる夢想に戦慄く。
- 2015年06月13日 - PLAY VOL.22
- 2015年06月14日 - HEAVEN'S ROCK Utsunomiya 15th Anniversary -Beyond Borders-
- 2015年07月11日 - 20150711
- 2015年08月18日 - UKFC on the Road 2015
- 2015年08月30日 - world's end girlfriend on tabuz seven
- 2015年10月02日 - 0.8秒と衝撃。「破壊POP」リリースツアー「透きとおるための青」
- 2015年10月10日 - シャムキャッツ presents 「EASY」2
- 2015年12月11日 - MAD MAGAZINE RECORDS PRESENTS [PURGE No.1 "Anarchy"]
- 2016年01月11日 - downy × THE NOVEMBERS
- 2016年01月29日 - CUE
- 2016年02月14日 - VALENTINE ROCK 2016 ～愛のロックを鳴らそう～ VOL.9 -FINAL
- 2016年03月04日,12日 - BODY -20160304- -20160312-
- 2016年03月18日 - GATTACA presents 謎のロマンス
- 2016年03月22日 - ELECTRIC EYE JAPAN TOUR 2016 TONE FLAKES Vol.93
- 2016年04月24日 - SYNCHRONICITY'16 - After Hours -
- 2016年04月29日 - ARABAKI ROCK FEST.16
- 2016年05月12日 - Hostess Club Presents Mystery Jets
- 2016年08月26日 - GEZAN、LOSTAGE「true blue tour」
- 2016年08月27日 - Re:mix 2016
- 2016年09月23日 - YUCK JAPAN TOUR 2016
- 2016年10月19日 - indigo la End presents 「インディゴラブストーリー vol.1」
- 2016年12月06日 - RUDE GALLERY & SEXY STONES RECORDS 16TH ANNIVERSARY PARTY
- 2016年12月29日 - Crypt City presents
- 2017年01月13日 - BODY -20170113-
- 2017年01月27日 - 月見ル君想フpresents灰野敬二×THE NOVEMBERS
- 2017年04月09日 - After Hours'17
- 2017年06月17日,18日 - cinema staff「"熱源" Release tour『高機動熱源体』」
- 2017年07月30日 - FUJI ROCK FESTIVAL '17
- 2017年08月04日 - La.mama 35th anniversary 『PLAY VOL.46』
- 2017年08月30日 - sébuhiroko presents Her Majesty's Secret Night Part2
- 2017年09月09日 - Plastic Treeメジャーデビュー二十周年"樹念"主催公演 虚を捨てよ、町へ出よう 弍 ～新宿赤坂、2ツノ町ヘト出カケ〼、東京一日サァキット編～